# Pericle Ducati
Pericle Ducati (Bologne, 11 juillet 1880 – Cortina d'Ampezzo, 28 octobre 1944) est un archéologue et étruscologue italien, auteur d'études sur la civilisation étrusque et professeur à l'université de Bologne.

## Publications
- L'arte classica, Torino, 1920
- Storia della ceramica greca, Firenze, 1923
- Guida al Museo civico di Bologna, Bologna, 1923
- La situla della Certosa, Bologna, 1923
- I monumenti di Grecia e di Roma, Torino, 1924 (2a ed. 1925)
- Etruria antica, Torino, 1925 (2a ed. 1927)
- Storia dell'arte etrusca, 2 voll., Firenze, 1927
- Lisippo, Roma, 1930
- Gli scavi d'Italia, Firenze, 1931
- Pontische Vasen, Berlin, 1932
- Il santuario di Olimpia, Roma, 1932
- La scultura greca, Firenze, 1933-36
- La scultura etrusca, Firenze, 1934
- La scultura romana, Firenze, 1934
- Le problème étrusque, Paris, 1938